# Magyar Ökológusok Tudományos Egyesülete
A 'Magyar Ökológusok Tudományos Egyesülete az ökológiát mint természettudományt művelő magyar kutatók társadalmi szervezete. 1997-ben alapították Pécsett a IV. Ökológus Kongresszus résztvevői. Szerepe elsősorban a tudományos rendezvények, mint pl. a Magyar Ökológus Kongresszusok, a Szünzoológiai Szimpoziumok, valamint a Kvantitatív Ökológiai Szimpóziumok szervezése és lebonyolítása. Kiadványa az MÖTE Hírlevél.

## Tisztviselők (2012-2015)
- elnök: Dr. Samu Ferenc
- alelnök: Dr. Körmöczi László
- alelnök: Dr. Botta-Dukát Zoltán